# حمید تیرمینا
حمید تیرمینا (انگلیسی: Hamid Termina؛ زادهٔ ۵ ژانویهٔ ۱۹۷۷) بازیکن فوتبال اهل مراکش بود.
از باشگاه‌هایی که در آن بازی کرده‌است می‌توان به باشگاه ورزشی صفا، باشگاه فوتبال الوداد کازابلانکا، باشگاه فوتبال المپیک اسفی، و باشگاه فوتبال انرژی کوتبوس اشاره کرد.